# LGV Shanghai - Kunming
La ligne à grande vitesse Shanghai - Kunming, ou LGV Hu-kun (chinois simplifié : 沪昆高速铁路 ; chinois traditionnel : 滬昆高速鐵路 ; pinyin : Hu Kun Gaosu Tielu) est une ligne à grande vitesse de 2 266 kilomètres de long reliant Shanghai et Kunming, en Chine.
La ligne traverse notamment les capitales des plusieurs provinces telles que les villes de Hangzhou, Nanchang, Changsha, Guiyang et Kunming.

## Historique
La ligne est constituée de trois tronçons majeurs construits et mis en service sur différentes phases entre 2010 et 2016.

### Shanghai - Hangzhou (Hu-hang)
Ce tronçon est inauguré le 26 octobre 2010, d'une longueur totale de 154 km.

### Hangzhou - Changsha (Hang-chang)
Ce tronçon est inauguré totalement le 10 décembre 2014, d'une longueur totale de 883 km.

### Changsha - Kunming (Chang-kun)
Ce tronçon est inauguré totalement le 28 décembre 2016, d'une longueur totale de 1 167 km, marquant alors l'inauguration intégrale de la ligne.

## Exploitation
Les départs se font à la gare de Shanghai-Hongqiao, à Shanghai, à la gare de Kunming-Sud, dans la ville-préfecture de Kunming, dans la province du Yunnan, via les provinces du Zhejiang, Jiangxi, Hunan et Guizhou. La ligne, longue de 2266 km, passe par 55 gares.